# Vlag van Vendée
De vlag van Vendée werd op 18 september 1989 vastgesteld door Michel Disle als de vlag van de Frans departement Vendée. De vlag bestaat uit twee verticale strepen van rood en wit, met in het midden een gestileerd rood dubbelhart van de Vendée, afkomstig van het logo van de Algemene Raad van de Vendée. De vlag vertegenwoordigt zowel het departement als de burgers. Deze vlag heeft een aantal variaties, inclusief een tekst op deze vlag.

## Geschiedenis
Voor de Franse Revolutie maakte de Vendée deel uit van de regio Poitou en had het geen eigen wapen en vlag. Het Heilig Hartverering-symbool begon met het uitbreken van de Opstand in de Vendée in 1793 geassocieerd te worden met de Vendée. Het Heilig Hartverering kwam vaker voor op de patches van de rebellen dan op de vaandels. Na het passeren van de Infernal columns werd het hartsymbool verboden of gepromoot, afhankelijk van het politieke klimaat. Het wapenschild werd gemaakt in de eerste helft van de 20e eeuw. Het bevat een dubbel Heilig Hartverering op een zilveren schild en een kader bestaande uit afwisselend een blauwe rechthoek met gouden Fleur de lis, symbool van Frankrijk, en een rode rechthoek met gouden kasteel, symbool van Poitou. Vervolgens werd er een kroon aan het symbool toegevoegd, die er eerder nog niet was. Het wapenschild dat dit vaandel verdedigt, is een onofficiële vlag van de Vendée geworden. Het Heilig Hartverering werd de basis van het moderne logo in 1989. De meeste Franse departementen plaatsen hun logo als middelpunt van hun vlag. De vlaggen die zo ontstonden, wonnen meestal niet aan populariteit, maar Vendée is een uitzondering. In maart 1999 klaagde de vereniging Une Vendée pour tous les Vendéens de Algemene Raad aan met het argument dat het kruis boven het dubbele hart van het logo een religieus symbool was, in strijd met het seculiere karakter van de staat, dat in 1905 in Frankrijk werd ingevoerd. De rechtbank van Nantes verwierp de claim echter en stelde dat "het logo niet verwijst naar religie, maar naar geschiedenis".

## Traditionele vlag
De beschrijving van de traditionele vlag luidt als volgt: Van wit, beladen met dubbel hart in elkaar, gekroond en gekruist van rood, binnen een verdeelde schildzoom, van blauw beladen met een fleur-de-lys in goud, en van rood beladen met een kasteel met drie torentjes in goud.
Het dubbele hart is het traditionele embleem van de Vendée. De kastelen komen uit de vlag van de voormalige provincie Poitou en de fleur-de-lys uit de vlag van het voormalige koninkrijk Frankrijk. Het wapen werd officieel erkend in 1944.

## Vikingvlag
Op 15 februari 2015 werd ook de Vikingvlag van de Vendée gemaakt, waarvan het definitieve ontwerp op 21 februari 2015 werd aangenomen. Deze bestaat uit een wit veld, met een gedecentreerd donkerrood kruis dat helemaal leeg is (het kruis van Sint-Olaf) en een rood Heilig Hartverering in het Kanton.
De vlag vertegenwoordigt de Vikinggeschiedenis van de Vendée en herinnert aan de Vikingvestigingen in Île de Noirmoutier, Île d'Yeu, Bouin en de moerassen van Olonne-sur-Mer. De vlag is bedoeld om de Scandinavische en Vendeese culturen te verenigen. Het ontwerp van de vlag is van Jean-Emmanuel Brethomé.

## Afbeeldingen

Traditionele vlag van Poitou
Type vlag van de Katholieke en Koninklijke Landmacht van de Vendée.
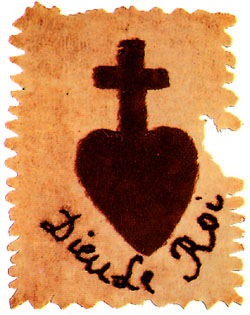
Heilig Hartverering-pleister.
Het wapenschild van de Vendée.
Traditionele vlag de Vendée.
Vikingvlag van de Vendée.